# 과거 속의 음모
《과거 속의 음모》(영어: Past Tense)는 미국에서 제작된 그레이엄 클리퍼드 감독의 1994년 범죄 미스터리 스릴러 영화이다. 스콧 글렌 등이 출연하였고, 나나 그린월드 등이 제작에 참여하였다.

## 줄거리
경찰 형사이자 파트타임 소설가인 진 랠스턴(스콧 글렌)은 모래 채석장에서 다른 남자와 싸우다 넘어져 모래에 덮여 질식하는 악몽에서 깨어난다. 아침에 그는 길 건너편 집에 새로운 이웃이 이사 온 것을 발견한다. 토리 배스(라라 플린 보일)는 자신을 소개하며 불안한 태도를 보이고 누군가 살해당했다는 느낌에 사로잡혀 있다고 고백한다. 진은 토리에게 자신이 경찰관이라고 말하고, 그녀는 자신도 경찰인 남자와 관련이 있었다고 인정한다.
그날 저녁, 진은 그의 파트너 래리 탤버트(앤서니 러팔리아)와 그의 아내 에밀리(쉐리 J. 윌슨)를 저녁 식사에 초대하고 그들은 진의 작가 경력 발전에 대해 이야기하지만, 진은 토리에게 마음이 가 있고 가끔 길 건너편 그녀의 집을 쳐다본다. 다음 날 진은 토리를 방문하고 그녀가 그에게 마음을 열자마자 즉시 매력을 느끼며, 그들은 거실 바닥에서 사랑을 나눈다. 그날 늦게 배달원이 진에게 토리가 보낸 장미와 어두워지면 오라는 쪽지를 가져다주지만, 진이 도착했을 때 그는 그녀가 살해당했다는 것을 발견한다. 래리는 살인 사건 수사를 지휘하고 진이 피해자와 연루되어 있다는 이유로 사건에서 손을 떼라고 명령한다.
그럼에도 불구하고 진은 계속해서 수사를 진행하고, 죽은 여자의 시신에 진이 알고 있던 손의 독특한 상처가 없다는 것을 발견한다. 더욱 복잡하게도 에밀리가 진을 유혹하려 한다.
경찰서에서 진이 사건에 대해 이야기하기 시작하자 래리는 아무것도 모르는 것처럼 진이 무슨 말을 하는지 전혀 알지 못한다. 그리고 진이 토리를 만났던 집으로 가보니 다른 여자가 살고 있다. 마치 토리가 존재하지 않았던 것 같다. 혼란스러워진 진은 경찰청 정신과 의사인 버트 제임스 박사(데이비드 오그던 스티어스)를 찾아가고, 그는 진이 경험하는 것을 이해할 수 없다고 인정한다. 진은 소설을 계속 쓰면서 무슨 일이 일어나고 있는지 궁금해한다. 추가 조사 결과, 진이 토리라고 알고 있는 여자는 다른 이름으로 이전에 살인 사건에 연루되었고 래리가 그것을 알고 있다는 것이 밝혀진다.
래리를 따라 병원으로 간 진은 자신이 꿈을 꾸고 있었음을 알게 된다. 그는 모래 구덩이에 묻혀 산소 공급이 끊긴 채 13개월 동안 혼수 상태에 있다가 깨어난 것이다. 우리가 지금까지 보아온 것은 진의 무의식이 모래 구덩이와 같은 실제 기억, "토리" 캐릭터와 같이 잘못 기억된 것들, 그리고 혼수 상태 동안 걸러진 것들(예를 들어 실제로는 진의 담당 신경과 의사인 제임스 박사)을 뒤섞어 일관된 이야기를 만들어내려는 시도였다.
이제 그가 깨어났고, 혼수 상태에서 깨어나기를 기다리고 있던 "토리"에게 연락이 온다. 그녀가 연루된 살인 사건은 진과 래리가 진이 채석장에 빠지기 전에 밝혀낸 것보다 더 많은 것이 있었다는 것이 밝혀진다. 혼수 상태 동안 잠재의식이 가지고 놀던 단서들을 재정렬하면서 진은 마침내 사건을 해결하기 위해 노력한다.

## 출연
- 스콧 글렌
- 앤서니 러팔리아
- 라라 플린 보일
- 데이비드 오그던 스타이어스
- 셔리 J. 윌슨
- 머리타 게러티
- 메리앤 멀럴라일리
- 케빈 마이클 리처드슨

## 기타 제작진
- 라인 제작: 폴 커타
- 배역: 캐시 샌드리치
- 미술: 토비 코빗
- 의상: 메리 제인 포트

## 우리말 녹음
KBS 성우진 (1998년 6월 27일)
- 송두석 - 진 (스콧 글렌)
- 김환진 - 래리 (앤서니 러팔리아)
- 정미숙 - 토리 (라라 플린 보일)
- 박상일
- 한수경
- 김익태
- 김영진
- 이용순